# Сіньял-Котяки
Сінья́л-Котяки́ (рос. Синьял-Котяки, чув. Çĕнĕ Катĕк) — присілок у складі Цівільського району Чувашії, Росія. Входить до складу Опитного сільського поселення.
Населення — 129 осіб (2010; 95 у 2002).
Національний склад:
- чуваші — 100 %